# كريستير اولسون
كريستير اولسون (بالسويدية: Christer Olsson)‏ هو لاعب هوكي الجليد سويدي، ولد في 24 يوليو 1970 في أربوغا في السويد.

## وصلات خارجية
- كريستير اولسون على موقع دوري الهوكي الوطني (الإنجليزية)
- كريستير اولسون على موقع EliteProspects.com (الإنجليزية)
- كريستير اولسون على موقع Eurohockey.com (الإنجليزية)
- كريستير اولسون على موقع HockeyDB.com (الإنجليزية)
- كريستير اولسون على موقع Hockey-Reference.com (الإنجليزية)